# Matakuten
Matakuten var ett tv-program på TV4 som sändes första gången hösten 2008. Den andra säsongen sändes hösten 2009. Programmet berättar om bristerna inom skolmaten i Sverige. Det har för avsikt att ge tydliga och konkreta förslag på åtgärder och visa hur man med enkla medel kan få skolmaten och matmiljön i skolan att bli bättre. 
Deltagare och initiativtagare till projektet är Bert Karlsson. I olika reportage får man följa honom i hans jakt på svar om varför situationen ute i landets skolmatsalar ser ut som den gör. Parallellt arbetar tre kockar på tre olika skolor där man brottas med tre olika problem.

## Säsong 1
- Säbyskolan, Salem: Melker Andersson
- Bäckahagens skola, Bandhagen: Paul Svensson
- Perslundaskolan, Ockelbo: Carola Magnusson

## Säsong 2
- Vendelsömalmsskolan, Haninge kommun: Melker Andersson
- Växthuset, Uppsala kommun: Paul Svensson
- Södervärnsskolan, Gotlands kommun: Carola Magnusson